# Helena Lumbreras
Helena Lumbreras (Conca, 1935 − Barcelona, 4 d'agost de 1995) va ser una directora de cinema, guionista i operadora de càmera espanyola.

## Biografia
Després d'estudiar magisteri, Helena Lumbreras va anar a València a estudiar Belles Arts. Combinarà aquests estudis amb els d'història i filosofia a Barcelona i de cinema a Roma. El seu interès de sempre per la pintura, per la literatura, per l'art en general, la va portar a interessar-se pel cinema, mitjà en què podia concitar tots aquests llenguatges expressius.
Després d'iniciar-se als anys cinquanta com a mestra d'escola rural, Lumbreras decideix deixar la seva Conca natal per estudiar a la Escuela Oficial de Cinematografia de Madrid, on obté una beca per a treballar en el Centro Sperimentale de Cinematografia de Roma, situat a Cinecittà. A Itàlia va començar la seva carrera com a realitzadora i guionista de televisió, però també va ser on va conèixer, per primera vegada, l'efervescència d'unes lluites obreres i l'existència de partits polítics i d'organitzacions de masses amb una forta implantació social. Després es va traslladar de nou a Espanya, on va ser membre destacada del Colectivo Cine de Clase. Finançava les seves pel·lícules amb els diners que percebia de la seva tasca docent i de traducció, així com venent a televisions estrangeres les filmacions que feien i amb les aportacions dels propis treballadors i camperols protagonistes dels seus documentals. El 1971 ella i Mariano Lisa (Colectivo de Cine de Clase) van ser detinguts per la policia i van ser acomiadats dels centres on impartien classes, també van ser expulsats del Partit Comunista Espanyol. Lumbreras és una de les representants més destacades del cinema militant antifranquista que va posar en imatges el moviment obrer dels anys seixanta i setanta. El seu cinema polític és, no només antifranquista, sinó també antisistema i anticapitalista. Segons Mariano Lisa, col·laborador i excompany sentimental de Lumbreras, la seva figura mai va ser còmoda ni entre la militància política ni entre la cinematogràfica per la seva doble condició de dona i cineasta, ja que dins la mateixa esquerra hi havia molt de masclisme.

## Obra cinematogràfica
Va emigrar a Itàlia amb una beca per estudiar en el Centro Sperimentale de Cinematografia, incorporant-se posteriorment a les files de la cadena pública italiana (RAI) com a realitzadora de reportatges sobre la vida de la classe treballadora. La seva relació amb l'esquerra cultural italiana la portà a conèixer al director de cinema Pier Paolo Pasolini, amb qui treballà com a ajudanta de direcció, experiència que repetiria amb autors com Federico Fellini (Satyricon), Cesare Zavattini, Gillo Pontecorvo o Francesco Rosi. A finals de la dècada dels seixanta refusà una proposta de Pontecorvo per a formar part de l'equip de realització de Queimada.
El 1968, mentre molts dels seus companys es dirigien a París per filmar el Maig francès, Lumbreras arribà a un acord amb Unitelefilm (productora vinculada al Partit Comunista Italià)  per tornar a Espanya i fer un migmetratge sobre el moviment antifranquista. Aquesta col·laboració es materialitzà en el film España 68: El hoy es malo pero el mañana es mío. El títol està extret del poema d'Antonio Machado A una España joven i documenta, clandestinament, la repressiva situació sociopolítica del país i la lluita contra el règim des de tres fronts: els estudiants, la classe obrera i un sector del sota clero que donava suport a la causa obrera. Lumbreras també donà visibilitat i veu a les dones: mares, companyes i dones dels treballadors presos parlaren a càmera sense por. Alguns dels seus protagonistes són Tierno Galván, el sindicalista Marcelino Camacho o el cantautor Raimon i fins i tot s'hi troba un homenatge a Federico García Lorca. La banda sonora de les primeres imatges conté la còpla antifeixista Los cuatro generales, basada en el poema de Lorca Los cuatro muleros, en la veu del cantautor nord-americà Pete Seeger, que sona sobre unes imatges de la guerra civil. Segons Eloy Domínguez, aquest documental "invoca l'esperit democràtic de la Segona República, apel·lant a les futures generacions a recollir el testimoni d'aquella experiència democràtica". Lumbreras té l'esperança que el seu documental serveixi perquè l'Espanya del 68 recuperi el futur que li va robar l'aixecament nacional i la dictadura franquista, un futur que inclogui una organització social de carácter marxista i anticapitalista.
Després de la producció italiana Spagna 68 (1968), i commoguda per la greu precarietat que descobreix durant la producció de la pel·lícula, Lumbreras s'instal·la a Barcelona. Emprèn un nou projecte amb Llorenç Soler, que va ser company seu sentimental, i amb el suport econòmic de Pasolini, es tracta d'El cuarto poder (1970), un documental en el qual analitza el poder dels mitjans de comunicació espanyols del règim i les seves trames empresarials i, alhora, s'immiscueix en publicacions clandestines antifranquistes com Nuestra Clase (Comissions Obreres de Barcelona), Acción Obrera (òrgan de les Comissions Obreres de Badalona), Universitat (òrgan del Comitè d'Estudiants del Partit Socialista Unificat de Catalunya), Unidad (òrgan del Comitè de Barcelona del Partit Socialista Unificat de Catalunya), Mundo Obrero (òrgan del Comitè Central del Partit Comunista d'Espanya) o Lucha Obrera (Partit Obrer Revolucionari Trotskista). Com diu un dels periodistes entrevistats: "És necessari assenyalar que la informació que ens arriba a través d'aquestes agències americanes i angleses és manipulada en un sentit tendenciós a favor dels seus interessos monopolistes en el món. Tota la informació està passada a través del tamís de l'imperialisme". El documental, segons Eloy Domínguez, presenta un discurs radical i una execució performativa i, fins i tot, experimental. Aquest treball seria la llavor que donaria origen al Colectivo de Cine de Clase.
Juntament amb el professor de filosofia Mariano Lisa, formen el Colectivo de Cine de Clase cap al 1970, l'objectiu del qual era "filmar somnis de persones que estaven lluitant per aconseguir millorar les seves condicions de vida", per dignificar la classe obrera. Va concebre el col·lectiu com un grup obert, multidisciplinari, antiautoritari, sense jerarquies, que aprenia de cadascun dels seus membres segons les seves possibilitats, una noció oposada a la del cinema d'autor. El col·lectiu es dedicarà al cinema militant realitzat en la clandestinitat en plena època franquista. Es tracta d'un cinema que serveix com a mirall per mostrar les formes de lluita que els treballadors i les classes oprimides duen a terme. Com va dir la mateixa Lumbreras: "Volem fer un cinema de classe, integrat amb el progrés de la classe obrera i les formes de lluita que va creant en el camí mateix de la seva alliberació. No fem un cinema de denúncia, la denúncia n'és només un 10%". Com recorda Llorenç Soler: "Les pel·lícules del Col·lectiu pregonaven el seu convenciment que ètica i estètica eren inseparables".
Des del Colectivo de Cine de Clase van fer el migmetratge clandestí El campo para el hombre (1973) on es fa una anàlisi marxista de la situació dels camperols a l'Estat espanyol representada pels minifundis gallecs i els latifundis andalusos. Al principi del documental es presenten les intencions: "El capital quiere mantener al campesinado en el olvido y en el silencio, pero el campesino quiere ser el dueño de su propio destino. Él sabe y habla". Segons Xan Gómez, "el documental s'allunya de lectures unívoques o discursos omniscients tan propis de la cinematografia militant i es dirigeix a una pagesia que, en lloc d'objecte d'anàlisi, es converteix en subjecte enunciador de la seva pròpia història". A part de les declaracions dels obrers del camp andalús i dels petits propietaris del minifundi a Galícia, el documental incorpora les aportacions teòriques de Xosé Manuel Beiras, que acabava de publicar O atraso económico de Galiza, i de Pascual Carrión, promotor intel·lectual de la Reforma Agrària a la Segona República. Bona part de la fragmentació narrativa es deu a la tècnica utilitzada: una càmera Bólex Paillard que funcionava amb maneta i que reduïa la longitud del pla a un màxim de quinze o vint segons. La pel·lícula també manté un doble pla de lectura basat en el xoc entre les imatges i el discurs: el narrador il·lustra una Espanya idíl·lica i les imatges el contradiuen mostrant l'Espanya més pobra i ruïnosa. Mentre anaven rodant mostraven el material rodat als camperols perquè el comentessin, de tal manera que la pel·lícula es va convertir en una obra col·lectiva i pedagògica, tal com ja havien fet les Misiones Pedagógicas o el teatre ambulant de La Barraca durant la Segona República i tal com havien fet els russos als anys vint amb els "cine-trens" d'Aleksandr Medvedkin i Dziga Vertov. La pel·lícula es va poder veure gràcies a La Central del Curt, la distribuïdora clandestina fundada per Josep Miquel Martí i Rom i Joan Martí Vals a principi de la dècada dels setanta.
Des del Colectivo de Cine de Clase també va realitzar O todos o ninguno (1976), un documental en 16 mm i color sobre la lluita d'uns obrers d'una empresa siderúrgica de Cornellà explicant el cas de la vaga de LAFORSA, que va durar quinze dies, la més llarga des de 1939. Lumbreras tenia molt clar que s'havia de donar als treballadors les eines perquè ells mateixos realitzessin les seves pròpies pel·lícules i adquirissin autonomia: "Si intentem fer un discurs de classe, d'una classe que serà l'hegemònica, que té una altra visió del món, aquest discurs ha de ser forçosament diferent del de la burgesia. El que han rodat els companys de Laforsa a l'interior de la seva fàbrica és completament diferent al que hauria fet TVE, per exemple", va deixar dit Lumbreras. El negatiu de la pel·lícula va ser segrestat.
També van fer A la vuelta del grito (1977), on es planteja com funciona el sistema capitalista i quin és el futur que espera a la classe obrera si no es canvien les relacions político-econòmiques. Lumbreras i Lisa mostren la situació econòmica, política i laboral d'aquella època regida per la crisi econòmica, el tancament de fàbriques, els acomiadaments, els pactes que els sindicats fan amb la Moncloa i que no satisfan els obrers, les assemblees, les vagues, les marxes i la solidaritat obrera que hi ha a tot el país. Per fer la pel·lícula van disposar de més mitjans, de totes maneres és l'últim documental del Colectivo de Cine de Clase i no va arribar a projectar-se públicament. El col·lectiu es va dissoldre el 1978 coincidit amb el començament del desmantellament del moviment obrer de base que es va produir en els primers anys de la transició, una transició que la mateixa Lumbreras veia amb mals ulls: "Puede decirse que la Transición fue un éxito a nivel político, pero desde luego representó un auténtico desastre social, acelerando la implantación en España del capitalismo salvaje".

## Filmografia
- España (1964). Directora.
- Spagna 68 (1968). Directora.
- El cuarto poder (1970). Guionista i directora.
- El campo para el hombre (1975). Colectivo de Cine de Clase (Helena Lumbreras i Mariano Lisa). Guionista, operadora de càmera i directora.
- O todos o ninguno (1976). Colectivo de Cine de Clase (Helena Lumbreras i Mariano Lisa). Guionista, operadora de càmera i directora.
- A la vuelta del grito (1978). Colectivo de Cine de Clase (Helena Lumbreras i Mariano Lisa)